# Oscar Fraulo
Oscar Fraulo (Copenaghen, 6 giugno 2003) è un calciatore danese centrocampista dell'Utrecht, in prestito dal Borussia M'gladbach.

## Carriera

### Club
Fraulo ha debuttato con il Midtjylland il 10 agosto 2021 in UEFA Champions League contro il PSV, con il club che non è riuscito a qualificarsi per la fase a gironi.
Il 24 giugno 2022 ha firmato un contratto di quattro anni con il Borussia M'gladbach.
Il 23 agosto 2023 si è unito in prestito per una stagione all'Utrecht.

### Nazionale
Ha giocato nelle nazionali giovanili danesi Under-16, Under-17, Under-19 ed Under-21.

## Statistiche

### Presenze e reti nei club
Statistiche aggiornate al 23 settembre 2023.
| Stagione        | Squadra                | Campionato      | Campionato | Campionato | Coppe nazionali | Coppe nazionali | Coppe nazionali | Coppe continentali | Coppe continentali | Coppe continentali | Altre coppe | Altre coppe | Altre coppe | Totale | Totale | Totale |
| Stagione        | Squadra                | Comp            | Pres       | Reti       | Comp            | Pres            | Reti            | Comp               | Pres               | Reti               | Comp        | Pres        | Reti        | Pres   | Reti   |        |
| --------------- | ---------------------- | --------------- | ---------- | ---------- | --------------- | --------------- | --------------- | ------------------ | ------------------ | ------------------ | ----------- | ----------- | ----------- | ------ | ------ | ------ |
| 2021-2022       | Midtjylland            | SL              | 1          | 0          | CD              | 2               | 0               | UCL+UEL+UECL       | 1+0+0              | 0                  |             | -           | -           | 4      | 0      |        |
| 2022-2023       | Borussia M'gladbach II | RL              | 16         | 1          |                 | -               | -               |                    | -                  | -                  |             | -           | -           | 16     | 1      |        |
| 2023-2024       | Borussia M'gladbach II | RL              | 1          | 0          |                 | -               | -               |                    | -                  | -                  |             | -           | -           | 1      | 0      |        |
| 2022-2023       | Borussia M'gladbach    | BL              | 2          | 0          | CG              | 0               | 0               |                    | -                  | -                  |             | -           | -           | 2      | 0      |        |
| 2023-2024       | Utrecht                | ED              | 4          | 0          | CO              | 0               | 0               |                    | -                  | -                  |             | -           | -           | 4      | 0      |        |
| Totale carriera | Totale carriera        | Totale carriera | 23         | 1          |                 | 2               | 0               |                    | 1                  | 0                  |             | -           | -           | 26     | 1      |        |